# Indianapolis Speedway
Indianapolis Speedway é um filme de drama estadunidense dirigido por Lloyd Bacon e estrelado por Ann Sheridan, Pat O'Brien, John Payne, Gale Page, Frank McHugh e Grace Stafford. Foi lançado pela Warner Bros. em 5 de agosto de 1939.
Este filme é um remake de The Crowd Roars, estrelado por James Cagney; McHugh repete seu papel do filme anterior.

## Elenco
- Ann Sheridan como 'Frankie' Merrick
- Pat O'Brien como Joe Greer
- John Payne como Eddie Greer
- Gale Page como Lee Mason
- Frank McHugh como 'Spud' Connors
- Grace Stafford como Martha Connors
- Granville Bates como Sr. Greer
- John Ridgely como Ted Horn
- Regis Toomey como Dick Wilbur
- John Harron como Red
- William B. Davidson como Duncan Martin
- Edward McWade como Tom Dugan
- Irving Bacon como Fred Haskill
- Tommy Bupp como Filho de Haskill
- Robert Middlemass como Edward Hart
- Charles Halton como Prefeito